# Quatuor à cordes d'Emmanuel
Pour les articles homonymes, voir Quatuor à cordes (homonymie).
Le Quatuor à cordes en Si bémol, op. 8, est une œuvre de Maurice Emmanuel composée en 1903. Avec la Sonate pour violon et piano op. 6, l'œuvre est marquée par une tentative du compositeur de surmonter le rejet qu'avait rencontré la Sonate pour violoncelle et piano op. 2, dont le langage était audacieusement enrichi par l'utilisation de modes anciens.

## Composition

### Contexte
Maurice Emmanuel a composé un premier Quatuor à cordes, détruit en 1922 avec une quarantaine d'autres partitions composées dans un langage qui ne correspondait pas à sa personnalité profonde mais plus au goût des professeurs du conservatoire de Paris : élève de Léo Delibes, Emmanuel avait été durement sanctionné pour son audacieuse Sonate pour violoncelle et piano op. 2, au point de se voir interdire de se présenter pour le prix de Rome, en 1888. Dans la biographie qu'il lui consacre, Christophe Corbier présente la période qui s'ouvre devant le jeune musicien comme une inexorable « spirale de l'échec ».
La composition de la Sonate pour violon et piano op. 6, en 1902, lui vaut le soutien d'un autre compositeur et organiste, Charles Tournemire, qui l'encourage à composer à nouveau, librement. L'œuvre est encore « peu représentative du style du compositeur, mais elle a eu le mérite de le remettre dans la bonne voie ». Surtout, cette même année, la création de Pelléas et Mélisande de son ancien camarade Claude Debussy lui apparaît comme une révélation, qui entraîne « une réaction en lui. À ce moment se produit le retour de l'inspiration primordiale, spontanée ». Plus encore que la Sonate pour violon, le Quatuor à cordes traduit ainsi une « sortie de crise » pour le compositeur.

### Création
Le Quatuor à cordes est exécuté en privé, en 1905, dans le cadre d'un concours de la Société des compositeurs, où il est classé huitième. Charles Tournemire n'en félicite pas moins son auteur pour cette « œuvre absolument neuve ». La première audition en public a lieu Salle Pleyel, le 23 février 1912. L'œuvre est publiée la même année aux éditions Durand.

## Analyse

### Structure
L'œuvre est en quatre mouvements, les deux premiers se jouant sans interruption :
1. Adagio — Andante à 
 et 
 (enchaîné)
2. Allegro con brio — à 
 et 
 — retour à l'Adagio
3. Andante à 
 — Allegro vivace à
4. Allegro con fuoco alla zingarese à

Dans son analyse du Quatuor à cordes, Florence Doé de Maindreville note d'abord que « la partition éditée présente trois mouvements, mais le premier peut se scinder en deux selon l'auteur : une introduction lente Adagio — Andante est suivie d'une sonate Allegro con brio, d'un scherzo Andante — Allegro vivace puis d'un final brillant Allegro con fuoco alla zingarese. En fait, il faut raisonner à l'envers : en effet, Maurice Emmanuel est parti du final qui n'est autre que la transcription d'une pièce écrite peu de temps avant, la Zingaresca ».
Or, « pour construire son œuvre, pour créer cette progression jusqu'au final », le compositeur utilise « un crescendo agogique qui part de 42 à la noire au début du premier mouvement pour aboutir à la fin du final à 288 à la noire (144 à la blanche) » :
| Structure du Quatuor à cordes, op.8 évolution des tempi et symétries | Structure du Quatuor à cordes, op.8 évolution des tempi et symétries | Structure du Quatuor à cordes, op.8 évolution des tempi et symétries | Structure du Quatuor à cordes, op.8 évolution des tempi et symétries | Structure du Quatuor à cordes, op.8 évolution des tempi et symétries | Structure du Quatuor à cordes, op.8 évolution des tempi et symétries | Structure du Quatuor à cordes, op.8 évolution des tempi et symétries | Structure du Quatuor à cordes, op.8 évolution des tempi et symétries |
| Introduction                                                         | Introduction                                                         | Sonate                                                               | Sonate                                                               | Scherzo                                                              | Scherzo                                                              | Final alla zingarese                                                 | Final alla zingarese                                                 |
| -------------------------------------------------------------------- | -------------------------------------------------------------------- | -------------------------------------------------------------------- | -------------------------------------------------------------------- | -------------------------------------------------------------------- | -------------------------------------------------------------------- | -------------------------------------------------------------------- | -------------------------------------------------------------------- |
| Adagio ( = 42)                                                       |                                                                      | Allegro con brio ( = 126)                                            |                                                                      |                                                                      | Andante ( = 50)                                                      | Allegro con fuoco ( = 160)                                           |                                                                      |
| Andante ( = 56)                                                      |                                                                      |                                                                      | Meno mosso ( = 108)                                                  | Allegro vivace ( = 138)                                              |                                                                      |                                                                      | Quasi andantino ( = 112)                                             |
|                                                                      | Adagio ( = 42)                                                       | Allegro con brio ( = 126)                                            |                                                                      |                                                                      | Adagio ( = 50)                                                       | Allegro con fuoco ( = 160)                                           |                                                                      |
| Andante ( = 56)                                                      |                                                                      |                                                                      | Meno mosso ( = 108)                                                  | Allegro vivace ( = 138)                                              |                                                                      | Presto ( = 184)                                                      |                                                                      |
| Moderato ( = 96)                                                     |                                                                      | Allegro con brio ( = 126)                                            |                                                                      |                                                                      | Adagio ( = 50)                                                       |                                                                      | Quasi andantino ( = 112)                                             |
|                                                                      | Adagio ( = 42)                                                       |                                                                      | Adagio ( = 42)                                                       |                                                                      |                                                                      | Prestissimo ( = 288)                                                 |                                                                      |

### Ouverture sur le folklore
Selon Harry Halbreich, la « belle humeur exubérante » de cet Allegro con fuoco inspiré par la musique tzigane « couronne le Quatuor par une strette menée à un train d'enfer. On remarquera que l'œuvre entière constitue un immense accelerando : Bartók fera de même cinq ans plus tard dans son premier Quatuor ! »
Dans cette « étourdissante fête populaire », qui est la transcription un peu modifiée et amplifiée de la Zingaresca pour petit orchestre, « le thème tzigane fut recueilli par Emmanuel au cours d'une descente du Danube en bateau. Ici l'auditeur non prévenu pensera immanquablement à Bartók, ou davantage encore à Kodály, qui n'avaient que vingt ans à l'époque et ne pensaient encore nullement au folklore ».
Florence Doé de Maindreville signale « l'emploi de pizzicati pour les quatre instruments avec des contretemps qui évoquent une extraordinaire sonorité de cymbalum » :
Pour Henry Woollett, le Quatuor à cordes d'Emmanuel, « œuvre de très haut niveau[,] est l'expression d'un bon musicien, qui sait ce qu'il veut et qui formule ses idées entièrement à sa façon ».

## Discographie
- Maurice Emmanuel : musique de chambre — interprétée par le Quatuor Stanislas — Timpani 1C1167, 2010 (premier enregistrement mondial[1])

### Ouvrages de Maurice Emmanuel
- Maurice Emmanuel, Mes Avatars, La Pierre-qui-Vire, Éditions Zodiaque (n°139), 1984.

### Ouvrages généraux
- Harry Halbreich, « Maurice Emmanuel », dans François-René Tranchefort (dir.), Guide de la musique de chambre, Paris, Fayard, coll. « Les Indispensables de la musique », 1987, 995 p. (ISBN 2-213-02403-0, OCLC 21318922, BNF 35064530), p. 307-309,
- Henry Woollett, « Emmanuel, Maurice », dans Walter Willson Cobbett (dir.), Dictionnaire encyclopédique de la musique de chambre, vol. I : A–J, Paris, Robert Laffont, coll. « Bouquins », 1999 (1re éd. 1929) (ISBN 2-221-07847-0), p. 444.

### Monographies
- Christophe Corbier, Maurice Emmanuel, Paris, Bleu nuit éditeur, 2007, 176 p. (ISBN 978-2-913575-79-0 et 2-913575-79-X).
- Sylvie Douche (dir.), Maurice Emmanuel, compositeur français, Université de Paris-Sorbonne (Paris IV), Prague, Bärenreiter, 2007, 288 p. (ISBN 978-80-86385-34-1 et 80-86385-34-5, OCLC 312635540)
Florence Doé de Maindreville, « Le Quatuor à cordes de Maurice Emmanuel : une œuvre atypique ? », p. 197-216